# Тейлор, Чарльз (государственный деятель)
Чарльз МакАртур Ганкай Тейлор (англ. Charles McArthur Ghankay Taylor; род. 1948, Артингтон, Либерия) — либерийский государственный и политический деятель, Президент Либерии (1997—2003). Тейлор являлся одним из самых влиятельных полевых командиров Западной Африки; ключевая фигура в развязывании Первой гражданской войны в Либерии, автор плана военного переворота 1987 года в Буркина-Фасо. В период своего правления Тейлор обвинялся в том, что он вооружал и поддерживал повстанцев в соседней Сьерра-Леоне, где также шла гражданская война. В ходе начавшейся Второй гражданской войны в Либерии, Тейлор вынужден был покинуть пост президента страны и отправиться в эмиграцию, но впоследствии он был задержан, отправлен на скамью подсудимых, приговорен Специальным судом по Сьерра-Леоне к 50 годам лишения свободы и помещён в тюрьму в Великобритании.

## Биография

### Ранние годы
Чарльз Тейлор родился 28 января 1948 года в Артингтоне близ столицы страны Монровии в семье судьи и был третьим из 15 детей в семье. Его мать была из этнической группы гола, а отец — американо-либерийцем (происходящим от афроамериканских колонистов).
В 1972 году он отправился на учёбу в США. Тейлор работал охранником, водителем грузовика и механиком во время своей учёбы в Chamberlayne Junior College в городе Ньютон в штате Массачусетс, затем он окончил экономический факультет колледжа Бентли в штате Массачусетс. Когда президент Либерии Уильям Толберт посетил США в 1979 году, Тейлор возглавил демонстрацию у либерийского консульства в Нью-Йорке в знак протеста против его политики и за угрозу захвата консульства попал в тюрьму. Позднее он был освобождён.
12 апреля 1980 года в Либерии произошёл государственный переворот, в результате которого президент Республики Уильям Толберт был убит, а власть в стране захватил сержант Сэмюэл Доу из этнической группы кран. Чарльз Тейлор вернулся на родину, где занял должность в администрации Доу. В 1983 году его обвинили в присвоении 1 млн долларов, после чего он бежал в Соединённые Штаты, но Доу потребовал экстрадиции Тейлора из США. В мае 1984 года он был арестован за присвоение 922 тыс. долларов из либерийского бюджета, которые ему выделили на покупку промышленного оборудования, и отправлен в Плимутскую тюрьму в Массачусетсе, но в сентябре следующего года Тейлор совершил побег из тюрьмы и сумел укрыться в Ливии. Позднее в 2008 году либерийский сенатор и бывший полевой командир Йеду Джонсон заявил на Комиссии правды и примирения, что Соединённые Штаты выпустили его из тюрьмы с целью свержения президента Доу, а в 2011 году Разведывательное управление министерства обороны США признало, что её сотрудники и агенты ЦРУ работали с Тейлором с начала 1980-х годов, причём сведения на эту тему содержатся не менее чем в 48 секретных документах.

### Первая гражданская война
Вскоре Тейлор перебрался в Кот-д’Ивуар, где создал группировку «Национальный патриотический фронт Либерии» (NPFL), состоявшую в основном из народностей гио и мано.
24 декабря 1989 года его отряд вторгся со стороны Кот-д’Ивуара на территорию Либерии, перейдя реку Сестос и атаковав город Бутуо в графстве Нимба, начав вооружённую борьбу с режимом Доу.
Страны Экономического Сообщества Государств Западной Африки (ЭКОВАС) приняли решение вмешаться в начавшуюся в Либерии гражданскую войну. 7 августа 1990 года Постоянный Посреднический Комитет ЭКОВАС принял решение о создании Группы военных наблюдателей (ЭКОМОГ) с целью урегулирования внутренних конфликтов в Западной Африке, в частности в Либерии, и в августе того же года миротворческие войска ЭКОМОГ были введены в Либерию. Между тем отколовшаяся от повстанцев Тейлора группа во главе с Принсом Джонсоном образовала Независимый национальный патриотический фронт (INPFL). В сентябре отряды Джонсона подошли к столице и под видом переговоров предложили президенту Сэмюэлю Доу встречу в миссии ООН, на которой Доу захватили, а затем жестоко убили.
Под эгидой ЭКОВАС было сформировано Временное правительство национального единства, временным президентом которого стал Амос Сойер. Его поддержали ЭКОМОГ, но Тейлор отказался сотрудничать с временным правительством и продолжал войну. 28 ноября повстанцы Тейлора и солдаты Доу подписали в Бамако (Мали) соглашение о прекращении огня, а 21 декабря в Банжуле был подписан мирный договор между Временным правительством, повстанцами Тейлора и остатками сторонников Доу.
Спустя время столкновение между противоборствующими силами вспыхнули вновь.
В апреле 1991 года сформированное из сторонников убитого президента Доу (в основном из народностей мандинка и кран) и возглавляемое бывшим министром информации в правительстве Доу Альхаджи Кромой «Объединенное освободительное движение за демократию в Либерии» (ULIMO) вторглась в Либерию, развернув наступление против повстанцев Тейлора. 30 июня в столице Кот-д’Ивуара Ямусукро состоялась встреча между Чарльзом Тейлором и Президентом Временного правительства Амосом Сойером. 14 октября 1992 года повстанцы Тейлора развернули наступление на столицу страны Монровию, но потерпели поражение.
17 июля 1993 года ULIMO, Временное правительство и повстанцы Тейлора подписали на встрече в Женеве соглашение о прекращении огня, а 25 июля в Котону (Бенин) было подписано ещё одно мирное соглашение, которое предусматривало разоружение противоборствующих сторон, образование нового переходного правительства и проведение всеобщих выборов. В соответствии с соглашением стали формироваться государственные органы Либерии. 7 августа был учреждён Государственный совет, а 3—5 ноября — переходное правительство. Процесс формирования новых органов власти сопровождался острой политической борьбой, выливавшейся в вооружённые столкновения.
В мае 1994 года произошёл раскол по политическим мотивам в ULIMO между лидером группировки Альхаджи Кромой из народности мадинка и генералом Рузвельтом Джонсоном из этнической группы кран, который образовал ULIMO-D. Война переросла в этнический конфликт с участием 7 вооружённых повстанческих группировок, борющихся за контроль над страной и её ресурсами (особенно железной руды, алмазов, древесины и каучука).
В сентябре 1995 года приступил к работе Государственный совет Либерии, в который вошли руководители вооружённых группировок, в том числе и Чарльз Тейлор, занявший пост вице-председателя Госсовета.
6 апреля 1996 года боевики Тейлора и Кромы попытались арестовать Рузвельта Джонсона по обвинению в убийстве, что привело к вооружённым столкновениям в Монровии.
17 августа все семь воюющих группировок подписали соглашение о перемирии. 31 октября на Тейлора было совершено покушение, что вызвало опасения возобновления боевых действий. Он выступил по радио, приказав своим силам «сохранять спокойствие».
22 ноября ЭКОМОГ начал разоружение всех противоборствующих сторон. В обстановке завершения гражданской войны страна стала готовиться к президентским выборам.

### Президент Либерии. Вторая Гражданская война
19 июля 1997 года в Либерии прошли президентские выборы, победу на которых одержал Чарльз Тейлор, набравший 75,33 % голосов. Одним из лозунгов, под которым проходила избирательная кампания в его поддержку, был такой: «Он убил мою маму. Он убил моего папу. Я голосую за него» (англ. He killed my Ma, he killed my Pa, but I will vote for him).
Чарльз Тейлор укрепил свою власть в основном путём чистки сил безопасности противников, убийств оппозиционных деятелей и создания новых военизированных формирований, верных только ему или самым верным его офицерам. Тем не менее у него всё ещё оставалось несколько противников, в основном бывших полевых командиров первой гражданской войны в Либерии, сохранивших часть своих сил для защиты себя от Тейлора. Самым важным его противником был Рузвельт Джонсон. После нескольких вооружённых стычек почти все подчинённые Джонсона были в конце концов убиты силами безопасности президента Тейлора в результате крупной перестрелки в сентябре 1998 года, хотя сам Джонсон сумел бежать в посольство США. После попытки военизированных формирований Тейлора убить его там, вызвав тем самым крупный дипломатический инцидент, Джонсон был эвакуирован в Гану.
В начале 1999 года военизированная группировка «Объединённые либерийцы за примирение и демократию» (ОЛПД) начала вторжение в Либерию с территории Гвинеи, тем самым развязав очередную гражданскую войну. Помимо внутренних проблем страна столкнулась и с международным эмбарго. Правительства по всему миру обвиняли Тейлора в поддержке повстанцев в Сьерра-Леоне, а в январе 2001 года Совет Безопасности ООН ввёл против Либерии санкции; при этом в докладе ООН сообщалось, что Тейлор «по-прежнему подпитывает конфликт в Сьерра-Леоне», поставляя повстанцам оружие в обмен на алмазы. На фоне международного давления либерийские повстанцы продолжали теснить правительственные войска. 8 февраля 2002 года Тейлор объявил о введении в стране чрезвычайного положения.
После окончания в 2002 году гражданской войны в Сьерра-Леоне правительством этой страны и ООН был учреждён Международный трибунал ООН по расследованию военных преступлений в Сьерра-Леоне. Тейлора обвиняли в поддержке повстанцев в Сьерра-Леоне, которые отличились изощрённой жестокостью по отношению к мирному населению. В мае 2003 года Совет Безопасности ООН продлил и расширил действие санкций, а 4 июня Специальный суд ООН по Сьерра-Леоне издал международный ордер на арест Тейлора, назвав его военным преступником и обвинив в массовых убийствах и пытках мирных жителей в Сьерра-Леоне, а также в захвате заложников, изнасилованиях и сексуальном рабстве.
3 июля президент США Джордж Буш призвал Тейлора уйти в отставку.
19 июля отряды ОЛПД подвергли массированному артиллерийскому обстрелу северо-западные окраины столицы, захватили стратегически важный мост Сент-Пол и развернули ожесточённые бои с правительственными войсками в районе морского порта.
Вечером 28 июля «Движение за демократию в Либерии» (MODEL) захватила второй по величине город страны Бьюкенен.
10 августа Тейлор обратился по радио к согражданам, закончив речь словами: «Даст Бог, я ещё вернусь».
следующий день он объявил о своей отставке и выехал из страны в Нигерию, которая предоставила ему политическое убежище.
По данным американского журнала «Parade», на 2003 год Чарльз Тейлор занимал четвёртое место в десятке самых худших диктаторов современности.

### Суд
Специальный суд по Сьерра-Леоне продолжал добиваться привлечения экс-президента Либерии к ответственности. В декабре 2003 года Интерпол выпустил так называемый «красный бюллетень» с призывом арестовать Чарльза Тейлора.
В марте следующего года Совет Безопасности ООН принял резолюцию, обязывавшую все государства накладывать аресты на выявленные финансовые активы и имущество Чарльза Тейлора и его сторонников.
11 ноября 2005 года Совет Безопасности ООН поручил Миссии ООН в Либерии задержать и взять под стражу экс-президента и передать его в Специальный суд по Сьерра-Леоне.
В конце марта 2006 года правительство Нигерии приняло решение выдать его международному трибуналу ООН. После этого экс-президент исчез со своей виллы в городе Калабар.
28 марта Тейлор был задержан на границе Нигерии и Камеруна.
По свидетельству очевидцев, он прибыл в город Гамбору-Нгала на «Рейндж-Ровере» с дипломатическими номерами и на пограничном пункте успешно прошёл иммиграционный контроль, но был задержан таможенниками, обнаружившими в его автомобиле крупную сумму денег.
На следующий день самолётом его доставили в аэропорт Монровии, где по прибытии он был взят под стражу миротворцами миссии ООН в Либерии и отправлен на вертолёте во Фритаун для передачи его там Специальному суду по Сьерра-Леоне. Опасаясь, что суд над Тейлором в Сьерра-Леоне может накалить обстановку во всей Западной Африке, Совет Безопасности ООН разрешил судить его в Европе. 20 июня Тейлор был доставлен в Нидерланды и помещён в одну из выделенных для Международного уголовного суда (МУС) камер Гаагской тюрьмы.
Ему предъявили 11 обвинений в военных преступлениях и преступлениях против человечности в годы гражданской войны в Сьерра-Леоне, среди которых террор против гражданского населения, убийства, изнасилования, сексуальное рабство, использование детей в качестве солдат, мародёрство, унижение человеческого достоинства, похищения и использование принудительного труда.
Прокурор трибунала также заявлял, что Тейлор укрывал членов Аль-Каиды.
На суде экс-президент отверг все обвинения в свой адрес. Его адвокаты заявляли, что подсудимый не мог управлять повседневными операциями повстанцев в Сьерра-Леоне и в то же время заниматься государственными делами в Либерии.
В 2008 году Джозеф «Зигзаг» Марзах, командовавший «эскадроном смерти» в Либерии и Сьерра-Леоне, дал показания на процессе в Гааге, что Тейлор приказывал верным ему боевикам заниматься каннибализмом с целью «испугать людей». Жертвами каннибализма, как утверждал Марзах, становились в основном представители народности кран, к которой принадлежал бывший президент Либерии Сэмюэл Доу, а также солдаты из Западно-африканских миротворческих сил и миротворческих частей ООН.
Обвинение поставило задачу доказать, что экс-президент Либерии вёл торговлю алмазами, добытыми в соседней Сьерра-Леоне, а на вырученные деньги вооружал повстанческую группировку в этой стране.
К процессу над Чарльзом Тейлором было привлечено особое внимание, когда 5 августа 2010 года в качестве свидетеля в суд была вызвана британская фотомодель Наоми Кэмпбелл. Она заявила, что в 1997 году после званого ужина у бывшего президента ЮАР Нельсона Манделы в дверь её номера постучались два человека и дали ей небольшой мешочек со словами «Это подарок для вас», продолжая она сказала: «Я развязала мешочек следующим утром, когда проснулась. В нём было несколько камней. Они были маленькими и невзрачными».
Кемпбелл также сообщила суду, что она рассказала об этом за завтраком в компании Миа Фэрроу и Кэрол Уайт и кто-то из них двоих сказал: «Это, очевидно, Чарльз Тейлор».
Спустя четыре дня в суд была вызвана американская киноактриса Миа Фэрроу, которая заявила, что Кемпбелл знала, кто подарил ей алмазы, а агент британской фотомодели Кэрол Уайт отметила: «Когда мы ужинали, Наоми наклонилась назад, а Чарльз Тейлор наклонился вперед к ней. Наоми была в восторге и сказала мне, что он пообещал подарить ей алмазы… Они смеялись, кивали друг другу, и о чём-то явно договорились — наверное, о подарке, об алмазе. Он улыбался и кивал в знак согласия. Они были милы друг с другом. Слегка флиртовали. Они были на той вечеринке и держались приветливо друг с другом».
26 апреля 2012 года Специальный суд по Сьерра-Леоне признал Чарльза Тейлора виновным в пособничестве и подстрекательстве к военным преступлениям и в соучастии в преступлениях против человечности. Суд указал, что Тейлору было известно о преступлениях против гражданского населения, совершаемых повстанцами Революционного объединенного фронта (РОФ), на которых он имел «непосредственное влияние», но отверг обвинения в том, что Тейлор командовал войсками РОФ и управлял их действиями.
30 мая Специальный суд по Сьерра-Леоне приговорил Чарльза Тейлора к 50 годам тюремного заключения, признав его виновным по всем 11 пунктам обвинения.
Таким образом, Чарльз Тейлор стал первым в Африке главой государства, представшим перед международным правосудием, и первым лидером государства, признанным виновным международным судом за преступления, совершённые после Второй мировой войны.
26 сентября 2013 года Специальный суд по Сьерра-Леоне принял решение оставить без удовлетворения апелляционную жалобу Чарльза Тейлора и таким образом оставить в силе приговор, вынесенный ранее 26 апреля 2012 года. В октябре 2013 года Тейлор был доставлен для отбывания наказания в тюрьму в Великобритании.

## Семья
В 1977 году от подруги по колледжу Беренис Эммануэль у Чарльза Тейлора родился сын Чарльз Макартур Эммануэль.
В годы правления своего отца он командовал элитным контртеррористическим подразделением «Силы демона».
В 2006 году Чаки Тейлор был арестован при въезде в США по обвинению в подделке паспорта, и в 2009 году федеральный суд Майами приговорил его к 97 годам тюремного заключения за пытки и другие преступления, совершённые им в Либерии.
В январе 1997 года Тейлор женился на Джуэл Говард, в браке с которой у него родился сын. В июле 2005 года она подала на развод, ссылаясь на то, что муж находится в изгнании в Нигерии и ей трудно видеться с ним из-за введённого ООН запрета на поездки. В 2006 году развод был предоставлен. На выборах 2017 года Джуэл Тейлор была избрана вице-президентом Либерии. Её инаугурация прошла одновременно с инаугурацией избранного президента Джорджа Веа — 22 января 2018 года.
В ноябре 2001 года Тейлор публично наказал свою тринадцатилетнюю дочь, ранее временно отчисленную из школы за плохое поведение, ударив её десять раз палкой в присутствии её одноклассников. Президентская канцелярия сообщала с его слов, что как глава государства он несёт ответственность за дисциплину не только за собственных детей, но и за детей всей страны.